# HubSpot
HubSpot – amerykańskie przedsiębiorstwo zajmujące się produkcją i sprzedażą oprogramowania CRM, założone w 2006 roku przez Briana Halligana i Dharmesha Shaha.
HubSpot od 2014 roku notowany jest na nowojorskiej giełdzie (HUBS).

## Oprogramowanie
Oprogramowanie dostarczane przez HubSpot opiera się na modułach, które mogą być łączone lub działać samodzielnie – CRM, Sales (sprzedaż), Marketing, Service (obsługa klienta), CMS (zarządzanie treścią i stronami www), Operations (operacyjny – zaawansowane integracje i modyfikacje).